# Sadowyj (rejon samojłowski)
Sadowyj (ros. Садовый) – osiedle w Rosji, w obwodzie saratowskim, w rejonie samojłowskim. W 2010 liczyło 518 mieszkańców.